# Tomoderus radicis
Tomoderus radicis es una especie de coleóptero de la familia Anthicidae.

## Distribución geográfica
Habita en Vietnam.